# Айо Акінола
Айо Акінола (англ. Ayo Akinola, нар. 20 січня 2000, Детройт) — канадський та американський футболіст нігерійського походження, нападник швейцарського клубу «Віль» та національної збірної Канади.

## Клубна кар'єра
Народився 20 січня 2000 року в місті Детройт, штат Мічиган, США, але переїхав до Бремптона, Онтаріо, Канада у 2005 році. У цьому місті і почав займатись футболом, а 2015 року приєднався до футбольної школи клубу «Торонто». З 2016 році він почав залучатися до матчів «Торонто II» в USL. 18 грудня 2017 року Акінола підписав контракт із футбольним клубом «Торонто».
5 липня 2018 року дебютував за першу команду в матчі проти «Міннесота Юнайтед» у Major League Soccer. 17 березня 2019 року в поєдинку проти «Нью-Інгленд Революшн» Айо забив свій перший гол за «Торонто». Загалом відіграв за команду з Торонто п'ять сезонів своєї ігрової кар'єри, взявши участь у 83 матчах чемпіонату, так і не ставши основним гравцем, через що у другій половині 2023 року грав за «Сан-Хосе Ерзквейкс», а 7 травня 2024 року Акінола і «Торонто» розірвали контракт за взаємною згодою сторін.
У липні 2024 року Акінола підписав однорічний контракт зі швейцарським клубом «Віль». Станом на 13 квітня 2025 року відіграв за команду з Віля 25 матчів в національному чемпіонаті.

## Виступи за збірні
Акінола мав право виступати на міжнародному рівні за Сполучені Штати, Канаду або Нігерію через місце народження, місце проживання та походження відповідно.
2016 року дебютував у складі юнацької збірної США (U-17), а наступного року посів з нею друге місце на юнацькому чемпіонаті КОНКАКАФ у Панамі, де забив чотири голи у п'яти матчах. Цей результат дозволив команді взяти участь у юнацькому чемпіонаті світу в Індії. На цьому турнірі він зіграв у п'яти матчах і у поєдинку проти ганців (1:0) відзначився забитим м'ячем. Загалом на юнацькому рівні Акінола взяв участь у 18 іграх, відзначившись 10 забитими голами.
2018 року залучався до складу молодіжної збірної США. З цією командою брав участь у молодіжному чемпіонаті КОНКАКАФ. Під час цього турніру він зіграв вісім матчів і забив сім голів, американці виграли змагання, обігравши у фіналі Мексику, а Айо потрапив до символічної збірної турніру. Всього на молодіжному рівні зіграв у 12 офіційних матчах, забив 9 голів.
30 листопада 2020 року Акінола був викликаний до національної збірної США на тренувальний табір, що завершувався товариським матчем зі збірною Сальвадора 9 грудня. Вийшовши в тому матчі у стартовому складі, він відзначив дебют за «зоряно-смугастих» голом.
Втім, вже за кілька днів футболіст прийняв виклик від збірної Канади приєднатись до тренувального табору в січні 2021 року, але не зміг взяти участь у зборі через травму. Тим не менш не зігравши жодного матчу за канадців, 18 червня 2021 року Акінола потрапив до попереднього складу збірної на майбутній розіграш Золотого кубка КОНКАКАФ 2021 року у США. 30 червня Канадська футбольна асоціація підтвердила, що заявку на зміну футбольного громадянства Акіноли схвалено. Наступного дня, 1 липня, він був включений до фінального складу збірної на Золотий кубок. 15 липня у другому матчі групового етапу турніру проти збірної Гаїті Акінола дебютував за збірну Канади, вийшовши на заміну у другому таймі. 18 липня в заключному матчі в групі проти збірної США він отримав травму коліна, і перед стадією плей-оф на його місце до складу збірної Канади був викликаний Тешо Акінделе.

## Титули і досягнення
- Чемпіон Канади (2):

«Торонто»: 2018, 2020

## Статистика виступів

### Статистика виступів за збірну
| Дата      | Місто | Господарі | Результат | Гості     | Турнір           | Голи | Примітки |
| --------- | ----- | --------- | --------- | --------- | ---------------- | ---- | -------- |
| 9-12-2020 | Маямі | США       | 6 – 0     | Сальвадор | товариський матч | 1    | 73'      |
| Усього    |       | Матчів    | 1         |           | Голів            | 1    |          |

| Дата       | Місто       | Господарі | Результат | Гості    | Турнір                              | Голи | Примітки |
| ---------- | ----------- | --------- | --------- | -------- | ----------------------------------- | ---- | -------- |
| 15-7-2021  | Канзас-Сіті | Канада    | 4 – 1     | Гаїті    | Кубок КОНКАКАФ 2021 - груповий етап | -    | 63'      |
| 18-7-2021  | Канзас-Сіті | США       | 1 – 0     | Канада   | Кубок КОНКАКАФ 2021 - груповий етап | -    | 24'      |
| 11-11-2022 | Манама      | Бахрейн   | 2 – 2     | Канада   | товариський матч                    | -    | 70'      |
| 29-3-2023  | Торонто     | Канада    | 4 – 1     | Гондурас | Ліга націй КОНКАКАФ 2022—2023       | -    | 76'      |
| Усього     |             | Матчів    | 4         |          | Голів                               | 0    |          |